# Lanesboro (Iowa)
Lanesboro – miasto w Stanach Zjednoczonych, w stanie Iowa, w hrabstwie Carroll. W 2000 roku liczyło 152 mieszkańców.